# Кобзев, Владимир Леонидович
Владимир Леонидович Кобзев (род. 27 февраля 1956, Барнаул) — заслуженный тренер России по хоккею на траве.

## Биография
Владимир Кобзев родился в Барнауле 27 февраля 1956 года. В 1976 году после службы в армии поступил на рабфак Алтайского государственного университета на историко-филологический факультет (окончил в 1982 году).
В мае 1977 года организовал женскую команду по хоккею на траве (ныне — спортивный клуб «Коммунальщик»), которая стала участником Первой лиги СССР по хоккею на траве среди женщин, занимала призовые места и играла в еврокубках. Также, в 1989—2005 годах в СК «Коммунальщик» культивировалось женское регби.
В 1989 году Владимир Кобзев организовал в «Коммунальщике» первую в СССР команду по женскому регби. Этот состав был приглашён на всемирный фестиваль регби в городе Крайстчерч (Новая Зеландия) и на турнире женских команд занял 4-е место из 15 (соперницами были регбистки США, Новой Зеландии, Японии, Голландии и т. д.). В последующие годы регбистки «Коммунальщика» выступали на коммерческих турнирах, в соревнованиях лиги «Азия», объединявшей клубы России, Казахстана и Узбекистана, а также в чемпионате России. Регбийная команда была распущена в 2005 году.
В 1991 году Кобзев руководил командой СССР на женском чемпионате мира, на котором советские регбистки проиграли все три матча, не набрав ни одного очка.
В 1991 году Кобзев выполнил норматив заслуженного тренера: его воспитанница Татьяна Танаева, в своё время выступавшая за «Коммунальщик», в составе сборной СССР заняла 3-е место на Чемпионате Европы по хоккею на траве. Звание заслуженного тренера России официально присвоено в феврале 1994 года.
Президент клуба и главный тренер хоккейной команды «Коммунальщик» (Барнаул), которая бессменно выступает в женской Суперлиге чемпионата России с 1992 года. В конце 2008 года был утверждён главным тренером женской сборной России по хоккею на траве, в конце 2009 года ушёл в отставку. В 2011 г. со сборной России (до 18 лет) выиграл чемпионат-II Европы и получил путёвку в чемпионат-I.

## Тренерские достижения

### Клубный хоккей
| 1981 | 2 место, молодёжное первенство РСФСР. |
| 1982 | 2 место, молодёжное первенство РСФСР. |
| 1983 | 2 место, молодёжное первенство РСФСР и СССР.                                                                                                   |
| 1984 | 3 место в Первенстве РСФСР. 1 место, молодёжное первенство РСФСР и СССР.                                                                       |
| 1985 | 3 место в Первенстве РСФСР. Выход в первую лигу СССР.                                                                                          |
| 1986 | 2 место на Спартакиаде народов РСФСР. 3 место на Молодёжных играх РСФСР. 1 место в общем зачёте на Спартакиаде народов РСФСР.                  |
| 1987 | 1 место в первенстве РСФСР среди девушек. |
| 1988 | 3 место, молодёжное первенство СССР. |
| 1989 | 2 место, молодёжное первенство СССР. |
| 1994 | 3 место на Молодёжных играх России. |
| 1998 | Финал Кубка России. Выход в Еврокубок. |
| 2004 | 3 место — Бронзовые медали чемпионата России. 1 место, молодёжное первенство России.                                                           |
| 2005 | 3 место — Бронзовые медали чемпионата России. Финал Кубка России. Выход в Еврокубок.                                                           |
| 2006 | 3 место — Бронзовые медали чемпионата России. 3-4 места в дивизионе «Trophy» европейского Кубка Кубков. 1 место, молодёжное первенство России. |
| 2007 | 3 место — Бронзовые медали чемпионата России.                                                                                                  |
| 2008 | Финал Кубка России. Выход в Еврокубок. 1 место, юношеское первенство России (до 16 лет).                                                       |
| 2009 | 3 место — Бронзовые медали чемпионата России. Выигрыш еврокубка — EuroHockey Cup Winners' Cup Trophy.                                          |
| 2010 | 1 место, Спартакиада молодёжи России. |
| 2011 | 1 место, юношеское первенство России (до 18 лет).                                                                                              |

### Женское регби
| 1990 | 4- место (из 15) в регби-фестивале, Кайстчёрч, Новая Зеландия — первый выезд советской женской команды за рубеж. |
| 1991 | 1-е место на турнире «Berliner SV 92», Берлин, Германия.                                                         |
| 1992 | 3-е место на турнире, посвящённом 100-летию клуба «Berliner SV 92».                                              |
| 1993 | Чемпионы лиги «Азия».                                                                                            |
| 1994 | Чемпионы лиги «Азия».                                                                                            |

### Сборная России
Владимир Кобзев в качестве главного тренера работал с женской молодёжной (до 21 года) сборной РСФСР (1989) и женской молодёжной сборной России (1997—2001, 2005—2006). В 2008 году утверждён главным тренером женской национальной сборной России по хоккею на траве. В 2009 году отправлен в отставку. В 2011 г. со сборной России (до 18 лет) выиграл Чемпионат-II Европы и получил путёвку в Чемпионат-I. В конце 2011 г. принял молодёжную сборную (до 21 года).
| 1989 | сборная РСФСР до 21 года    | Киев (Украинская ССР)   | Молодёжные игры СССР                          | 4-е место                                               |
| 1998 | сборная России до 21 года   | Братислава, Словакия    | Молодёжное первенство Европы, группа В        | 3-е место, выход в группу А                             |
| 2000 | сборная России до 21 года   | Лейпциг, Германия       | Молодёжное первенство Европы, группа А        | 6-е место, вылет в дивизион В, выход на Первенство мира |
| 2001 | сборная России до 21 года   | Буэнос-Айрес, Аргентина | Молодёжное первенство мира                    | 15-е место (из 15)                                      |
| 2006 | сборная России до 21 года   | Шяуляй, Литва           | Молодёжное первенство Европы, дивизион Trophy | 3-е место                                               |
| 2009 | национальная сборная России | Казань, Россия          | Champions Chellenge II                        | 8-е место (из 8)                                        |
| 2009 | национальная сборная России | Амстердам, Голландия    | Чемпионат Европы                              | 7-е место (из 8), вылет в дивизион Trophy               |
| 2011 | сборная России до 18 лет    | Прага, Чехия            | Чемпионат-II Европы                           | 1-е место (из 8), выход в европейский Чемпионат-I       |
| 2012 | сборная России до 21 года   | Алексин, Россия         | Чемпионат-II Европы                           | 1-е место (из 6), выход в европейский Чемпионат-I       |